# Chamerie
Le nom commun « tchamerie » ou « chamerie » désigne, en Albanie et dans les régions voisines, une communauté musulmane semi-autonome à l'époque ottomane. Le nom provient du grec Τσάμιδες (Tsàmides ou Chams) dont les Grecs se servent pour distinguer les Albanais musulmans de ceux qui sont chrétiens (Αρβανίτες - Arvanites). Tsàmides (Chams) provient du turc cami (« mosquée »).
Le nom propre « Tchamerie » ou « Chamerie » (en albanais Çamëria ; en grec Τσαμουριά, Tsamouriá) désigne aujourd'hui une région historique située dans la région côtière de l'Épire, partagée entre le sud de l'Albanie et le nord de la Grèce moderne.

## Géographie
La région est principalement montagneuse, avec des vallées et des collines concentrées dans la partie sud, tandis que les terres agricoles sont dans la partie nord.
Il existe cinq rivières dans la région : Pavla (Pavllë), Achéron (Gliqi ou Frar), Louros (Llur), Arachthos (Llum i Nartës) et Thiamis (Çam).

## Nom
Au Moyen Âge, la région s'appelait Vagenetia. Ce terme vient d'une tribu slave alors installée dans la région : les Βαἵουνίται (Baiounitai). Le nom actuel peut provenir soit du nom commun çamëria / tsamouriá, soit de la rivière Çam / Thiamis.

## Histoire
Dans l'Antiquité, l'histoire de la région est celle de l'Épire.

### Moyen Age
Au Moyen Âge, la région était sous la juridiction de l'Empire romain d'Orient que nous appelons « byzantin ». En 1205, Michel Comnène Doukas, cousin des empereurs byzantins Isaac II et Alexis III Ange, fonda le despotat d'Épire, qui gouvernera la région jusqu'au XVe siècle. 
Au cours de cette période, les premières migrations d'Albanais et d'Aroumains vers la région furent constatés. En 1340, profitant de la guerre civile byzantine de 1341-1347, le roi serbe Stefan Uroš IV Dušan conquit l'Épire et l'intègre dans son Empire serbe. Pendant cette période, deux états albanais se forment dans la région. Au cours de l'été 1358, Nicéphore II Orsini, le dernier despote d'Épire de la dynastie Orsini, fut battu dans la bataille contre les dirigeants albanais. À la suite de l'approbation du tsar serbe, ces dirigeants ont établi deux nouveaux états gréco-albanais dans la région : le despotat d'Arta et la principauté d'Argyrokastro. Les divisions internes et les conflits ultérieurs avec leurs voisins, y compris le pouvoir croissant des Turcs ottomans, ont conduit à la chute de ces principautés albanaises entre les mains de la famille Tocco, comptes de Céphalonie. Les Tocco, à leurs tour, ont progressivement perdu leurs territoires au profit des Ottomans, qui ont conquis Janina en 1430, Arta en 1449, Argyrokastro en 1460, et finalement Koritsa en 1479.

### Occupation ottomane
Pendant la domination ottomane, la région était administrée par le vilayet de Yanina, et plus tard dans le Pachalık homonyme. Les guerres du XVIIIe siècle et du début du XIXe siècle entre les empires russe et turc ont accru dans la région les tensions religieuses entre les communautés confessionnelles de l'Empire ottoman. Des conversions forcées à l'islam ont suivi, comme celles de 25 villages en 1739 qui sont situés dans l'actuelle préfecture de Thesprotie.
Au XVIIIe siècle, alors que le pouvoir des Ottomans diminuait, la région passa sous l'État semi-indépendant d'Ali Pacha de Janina, un brigand albanais qui devint gouverneur de la province de Yanina en 1788. Ali Pacha mena des campagnes pour soumettre la confédération des guerriers souliotes qui vivaient en quasi-indépendance dans l'arrière-pays épirote. Après de nombreuses tentatives infructueuses, il réussit à conquérir la région en 1803.
Après la chute d'Ali Pacha, la région revient sous le contrôle de l'Empire ottoman, tandis que la Grèce et l'Albanie revendiquent toutes deux la région d'Épire, y compris la Thesprotie et la Tchamerie. Pendant l'ère ottomane, la Tchamerie avait un système d'autonomie locale sous la domination du clan Drandakis-Pronjo de Paramythie. Lors de la montée du mouvement national albanais à la fin du XIXe siècle, la population locale albanaise orthodoxe, dite « arvanite », ne partage pas les idées de ses voisins albanais musulmans, mais se rapproche des Grecs. À la suite des guerres balkaniques, l'Épire est divisée en 1913, lors de la Conférence de paix de Londres, entre la Grèce et l'Albanie.

### Histoire moderne

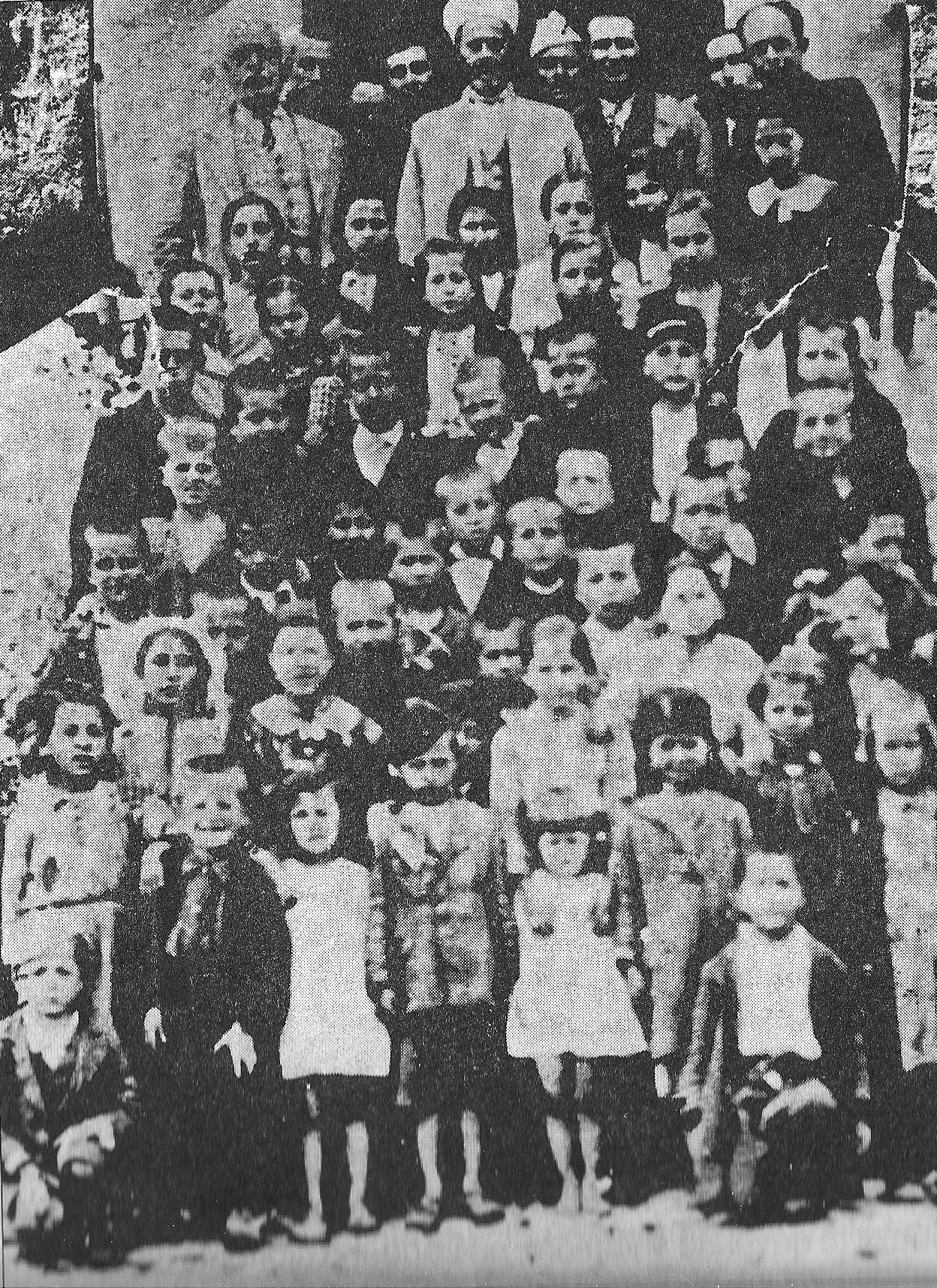
Ecole albanaise à Filiates en 1942–44

En raison du système de classification religieuse en Grèce, les Albanais « tchames » musulmans ont été classés séparément de leurs homologues « arvanites » chrétiens. Le Traité de Lausanne (1923) oblige la Grèce à compter comme « Turcs » tous les musulmans vivant sur son territoire, y compris les Tchames, dont une partie a été, pour cette raison, transférée en Turquie lors de l'échange obligatoire de population entre la Grèce et la Turquie, tandis que leurs biens étaient expropriés et attribués par le Gouvernement grec aux réfugiés grecs expulsés de Turquie (dont les biens furent attribués par le gouvernement turc aux musulmans ayant quitté la Grèce, conformément à ce traité). Les Albanais arvanites orthodoxes étant considérés comme des Grecs, ne furent pas concernés par cet échange, mais leur langue et leur héritage albanais ont progressivement reculé face à la culture hellénique.
Dans les années 30, la population de la région était d'environ 70 000 personnes. Les musulmans de langue albanaise étaient estimés à environ 18 000 à 20 000, les chrétiens albanais à 50 000. Selon le recensement grec de 1928, la population musulmane totale en Grèce était de 126.017 personnes.
Pendant l'entre-deux-guerres, le toponyme Tsamouriá est couramment utilisée dans les documents gouvernementaux grecs pour désigner le bassin supérieur de la rivière Achéron. En 1936, l'État crée une nouvelle préfecture appelée Thesprotie, à partir de parties des préfectures de Ioannina et Preveza, ce qui regroupe administrativement la minorité musulmane albanaise tchame.
Pendant l'occupation de la Grèce pendant la Seconde Guerre mondiale (1941-1944), alors que l'Albanie était italienne, des parties de la communauté musulmane tchame collaborent avec les forces italiennes (1939-1943) puis allemandes (1943-1944) et se rendent coupables de crimes (Massacres de Paramythie (en)). C'est pourquoi à la fin de la Seconde Guerre mondiale, la plupart des tchames sont chassés de la région par la résistance grecque, tant communiste (ELAS) que royaliste vénizéliste (EAM), à l'exception des ceux qui avaient combattu les occupants au sein du bataillon de résistants anti-fascistes tchames nommé Tsamouriá. Ceux qui restent sont désarmés par les autorités grecques et affectés à des travaux de terrassement pour améliorer les infrastructures, tandis que d'autres sont déportés vers des camps d'internement ou placés en exil sur les îles grecques.

## Lecture complémentaire
- Richard Clogg, A Concise History of Greece, Cambridge University Press, 2002.
- Elsie, Robert & Bejtullah Destani, The Cham Albanians of Greece. A Documentary History, IB Tauris, 2013 (lire en ligne)
- Bernd I. Fischer, Albania at War, 1939–45, C. Hurst & Co, 1999, p. 85.
- Paul Robert Magocsi, Historical Atlas of Central Europe, 2e éd., Seattle, University of Washington Press, 2002.
- Victor Roudometof, Collective Memory, National Identity, and Ethnic Conflict : Greece, Bulgaria, and the Macedonian Question.